# Myotis alascensis
Myotis alascensis — вид рукокрилих ссавців з родини лиликових. Валідність виду скасована; таксон приєднано до Myotis lucifugus

## Таксономічна примітка
Таксон відокремлено від M. lucifugus.

## Поширення
Країни проживання: Аляска, Канада, США.